# Charles Cros
Charles Cros, właśc. Émile-Hortensius-Charles Cros (ur. 1 października 1842 w Fabrezan, płd. Francja, zm. 9 sierpnia 1888 w Paryżu, Francja) – francuski poeta i wynalazca.

## Zarys biograficzny

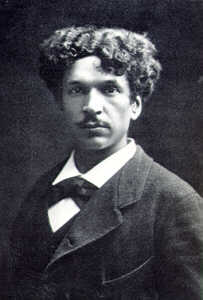
Charles Cros

W latach 1860–1863 nauczyciel chemii w paryskiej szkole dla głuchoniemych.
Pracował nad ulepszeniem telegrafu, nad technologią fotografii kolorowej (1869) oraz prototypem fonografu (w 1877 opatentował „Parleophone”, koncepcję okrągłych płaskich płyt, produkowanych w oparciu o wzorzec, jednak nie zrealizował praktycznie swojego pomysłu).
Pisał też i wygłaszał na scenach paryskich kabaretów, takich jak Le Chat Noir, monologi satyryczne.
Jego twórczość poetycka nie została doceniona za jego życia, stała się dopiero inspiracją dla surrealistów. W XX w. jego wiersze wydawano, a także wykorzystywano jako teksty piosenek, wykonywanych m.in. przez Brigitte Bardot i Juliette Gréco. 
Jego imieniem nazwano w 1947 akademię, przyznającą nagrody za najlepsze płyty muzyczne (fr. Académie Charles-Cros).

## Ważniejsze dzieła artystyczne

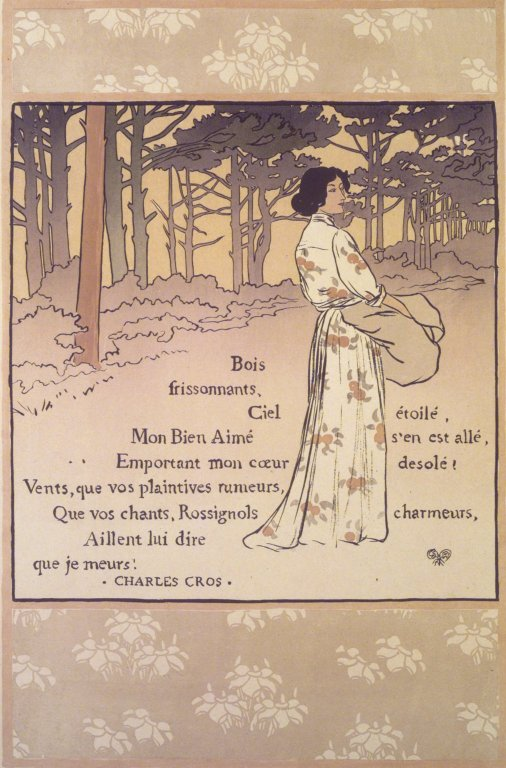
Ilustracja do wiersza Charlesa Crosa Bois frissonants (pl. Drżące drzewa) autorstwa George'a Auriola.

- Le Coffret de santal (pl. Kuferek z drzewa sandałowego, 1873, wersja poszerzona 1879)
- Le Fleuve (pl. Rzeka, 1874)
- La Vision du Grand Canal des Deux Mers (pl. Wielki Kanał Dwóch Mórz, 1888)